# Mappa Mundi iz Hereforda
Herefordska Mappa Mundi je srednjeveški zemljevid znanega sveta (latinsko mappa mundi), oblike, ki izhaja iz vzorca T in O, iz ok. 1300. Arheološki učenjaki verjamejo, da zemljevid izvira iz vzhodne Anglije v Yorkshiru ali Lincolnshiru, preden so ga prepeljali proti zahodu v Herefordsko stolnico v Herefordshiru, kjer je ostal vse od takrat. Razstavljen je v Herefordski stolnici v Herefordu v Angliji. To je največji srednjeveški zemljevid, ki še obstaja. Večji mappa mundi, zemljevid Ebstorf, je bil uničen med zavezniškm bombardiranjem leta 1943, a so ohranjene njegove fotografije.
Mappa Mundi iz Hereforda je brez upoštevanja več let visela na steni hodnika kora v stolnici. V težavnih časih Commonwealtha je bil zemljevid položen pod tla škofa Audley's Chantry, kjer je ostal nekaj časa skrit. Leta 1855 so ga očistili in popravili v Britanskem muzeju. Med drugo svetovno vojno so mappa mundi in druge dragocene rokopise iz stolnične knjižnice v Herefordu iz varnostnih razlogov hranili drugje in jih leta 1946 vrnili v zbirko.
Leta 1988 je finančna kriza v škofiji Hereford povzročila, da sta dekan in kapitelj predlagala prodajo mappa mundi. Po številnih polemikah, velikih donacijah Spominskega sklada nacionalne dediščine, Paul Getty in člani javnosti so zemljevid obdržali v Herefordu in dovolili gradnjo nove knjižnice, ki jo je zasnoval sir William Whitfield, da bi hranili zemljevid in pridružene knjižnico stolnice in cerkve Vseh svetih. Nova stavba knjižnice v jugovzhodnem kotu stolnice je bila odprta leta 1996. Odprto dostopna digitalna slika zemljevida visoke ločljivosti z več kot 1000 opombami o krajih in imenih je vključena med trinajst srednjeveških zemljevidov sveta, urejenih v projektu Virtual Mappa. Leta 1991 je bila lokomotiva britanske železnice razreda 31 št. 31405 na slovesnosti ob Herefordskem dnevu železnice imenovana Mappa Mundi.
Christopher de Hamel, strokovnjak za srednjeveške rokopise, meni, da zgodovinskega pomena zemljevida ni mogoče preceniti: »... je brez primere najpomembnejši in najbolj opevani srednjeveški zemljevid v kateri koli obliki, najimenitnejši ilustriran angleški rokopis katere koli vrste, in zagotovo največji ohranjeni slikovni rokopis iz trinajstega stoletja.« Zemljevid je bil ustvarjen z namenom, da bi ga cenili kot zapleteno umetniško delo in ne kot navigacijsko orodje.

## Lastnosti
Narisan na enem listu pergamenta meri 158 cm krat 133 cm, približno 130 cm v premeru in je največji srednjeveški zemljevid, ki še obstaja. Napisan je s črnim črnilom, z dodatno rdečo in zlato ter modro ali zeleno za vodo (z Rdečim morjem (8) obarvanim rdeče). Prikazuje 420 mest, 15 svetopisemskih dogodkov, 33 živali in rastlin, 32 ljudi in pet prizorov iz klasične mitologije.
Zemljevid, ki uporablja sodobni srednjeveški zemljevid T-O tistega časa, je biblično navdihnjen zemljevid, ki prikazuje Jeruzalem, narisan v središču kroga; vzhod je na vrhu in prikazuje rajski vrt v krogu na robu sveta (1). Velika Britanija je narisana na severozahodni meji (spodaj levo, 22 in 23). Nenavadno je, da sta oznaki za Afriko in Evropo obrnjeni, pri čemer je Evropa v rdeči in zlati barvi napisana kot 'Afrika' in obratno. Sredozemsko morje je prikazano spodaj na sredini, z Gibraltarskim prelivom, ki označuje njegovo najbolj zahodno točko.
Na zemljevidu so upodobljene različne živali, ki jih takrat Evropejci niso dobro poznali, na primer sloni in kamele. Izkazalo se je, da so sloni zelo praktične vojne zveri, saj so bili dovolj močni, da so prenašali oblegovalno opremo na velike razdalje, prav tako pa so bili sposobni podpirati ploščadi, s katerih so lahko vstajale vrste lokostrelcev in streljale, vsaj tako so si predstavljali srednjeveški angleški kartografi. Na zemljevidu so upodobljene tudi mitske zveri, kot je legendarni monoceros. Na zemljevidu so tudi številne pošasti in nečloveške rase. Ena taka rasa je Blemmyejev, brezglavo pleme, katerega obrazne poteze so bile na njihovih prsih.
Zemljevid temelji na tradicionalnih poročilih in prejšnjih zemljevidih, kot je kodeks Beatusa iz Liébana, in je zelo podoben Ebstorfovemu zemljevidu, zemljevidu sveta iz Psalterja in Sawleyjskemu zemljevidu (napačno dolgo časa imenovan zemljevid Henrika iz Mainza); ne ustreza geografskemu znanju 14. stoletja. Upoštevajte na primer, da se Kaspijsko jezero (5) povezuje z obkrožajočim oceanom (zgoraj levo). To je kljub temu, da je William iz Rubrucka leta 1255, nekaj desetletij pred nastankom zemljevida, poročal, da je kopno; glej tudi Portolanski zemljevid.
Oblika T in O ne pomeni, da so njeni ustvarjalci verjeli v ravno Zemljo. Sferično obliko Zemlje so poznali že stari Grki in Rimljani in zamisel ni bila nikoli povsem pozabljena niti v srednjem veku, zato se lahko krožna upodobitev šteje za običajen poskus projekcije: kljub sprejetju sferične Zemlje, se je verjelo, da so samo znani deli severne poloble naseljeni s človeškimi bitji (glej antipod), tako da je krožna predstavitev ostala ustrezna. Dolga reka na skrajni desni je reka Nil (12), črko T pa vzpostavljajo Sredozemsko morje (19-21-25) ter reki Don (13) in Nil (16).
To je najzgodnejši znani zemljevid, ki prikazuje mitični otok svetega Brendana, ki se je nato pojavil na mnogih drugih zemljevidih, vključno na Erdapfelu Martina Behaima iz leta 1492.

## Avtorstvo
Zemljevid je podpisal ali ga pripisal neki Richard iz Haldinghama in Lafforda, znan tudi kot Richard de Bello, prebend Lafforda v stolnici v Lincolnu. Vendar se s tem pripisovanjem ne strinjajo v celoti, saj se domneva, da izjemne stopnje podrobnosti, ki je vključena v zemljevid, ni mogla dokončati ena oseba. Nekateri verjamejo, da je zemljevid prvotno ustvaril Richard iz Haldinghama in Lafforda in da je po njegovi smrti prešel v roke njegovega mlajšega bratranca Richarda de Bella. Ko je bil v de Bellovi lasti, sta de Bello in njegov mecen Richard Swindfield delala na zemljevidu.
Dolgo je veljalo prepričanje, da mappa mundi ni bila ustvarjena v Herefordu, ampak v Lincolnu, ker je bilo mesto Lincoln narisano zelo podrobno in je bilo predstavljeno s stolnico(natančno), ki je na hribu blizu reke. Po drugi strani pa je bil Hereford predstavljen le s stolnico, kar je bila navidezna naknadna misel, ki jo je narisala druga roka v primerjavi z drugimi elementi zemljevida. Vendar nedavne raziskave o izvoru lesa v okvirju kažejo, da je morda dejansko ustvarjen v Herefordu ali okolici.

## Lokacije
- 0 – Na sredini zemljevida: Jeruzalem, nad njim: razpelo.
- 1 – Raj, obdan z zidom in ognjenim obročem. Med drugo svetovno vojno je bilo to natisnjeno v japonskih učbenikih, saj se zdi, da je raj približno na lokaciji Japonske.[14]
- 2 – Ganges in njena delta
- 3 – Čudoviti otok Taphana, včasih razlagan kot Šrilanka ali Sumatra
- 4 – Reki Ind in Tigris.
- 5 – Kaspijsko jezero in dežela Goga in Magoga
- 6 – Babilon in Evfrat
- 7 – Perzijski zaliv
- 8 – Rdeče morje (pobarvano rdeče)
- 9 – Noetova barka
- 10 – Mrtvo morje, Sodoma in Gomora z reko Jordan, ki prihaja iz Galilejskega jezera; zgoraj: Lotova žena
- 11 – Egipt z reko Nil
- 12 – Reka Nil (?) ali morda aluzija na ekvatorialni ocean; daleč zunaj: dežela pošastnih ras, morda Antipodov
- 13 – Azovsko morje z rekama Don in Dneper; zgoraj: Zlato runo
- 14 – Carigrad; levo od nje delta Donave
- 15 – Egejsko morje
- 16 – Prevelika delta Nila z aleksandrijskim svetilnikom Faros
- 17 – Legendarni Norvežan Gansmir s smučmi in palico
- 18 – Grčija z goro Olimp, Atenami in Korintom
- 19 – Napačna Kreta z Minotavrovim krožnim labirintom
- 20 – Jadransko morje; Italija z Rimom, počaščena s priljubljenim latinskim heksametrom; Roma caput mundi tenet orbis frena rotundi ("Rim, glava sveta, drži vajeti okrogle oble")
- 21 – Sicilija in Kartagina, nasproti Rimu, desno od njega
- 22 – Škotska
- 23 – Anglija
- 24 – Irska
- 25 – Balearski otoki
- 26 – Gibraltarski preliv (Herkulova stebra)

## Drugo branje
Serija fotografij celotnega zemljevida od blizu, skupaj z označenimi transkripcijami in angleškimi prevodi celotnega besedila na njem, je bila objavljena v Scott D. Westrem, The Hereford Map, Terrarum Orbis 1 (Turnhout: Brepols, 2001) ISBN 2-503-51056-6.
Obsežno zgodnjo študijo je izvedel W. L. Bevan in H. W. Phillott: Medieval Geography: An Essay in Illustration of the Hereford Mappa Mundi (London: Stanford, 1873). online
Glej tudi Debra Higgs Strickland, "Edward I, Exodus, and England on the Hereford World Map", Speculum 93.2 (2018): 420–69.